# Axion estin

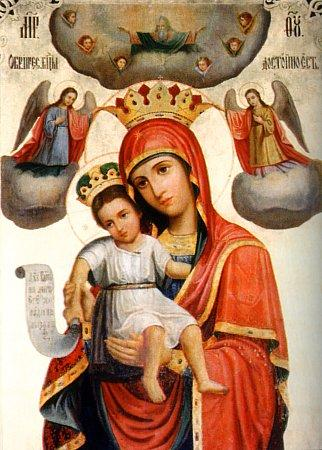
Ikona Je v pravdě důstojno

Axion estin (Důstojno je, řecky Άξιον εστίν, staroslověnsky Достóйно éсть, Dostojno jesť) je jedna z nejvýznamnějších a nejužívanějších mariánských modliteb východního křesťanství. Užívá se mimo jiné při Božské liturgii na závěr epikléze, tedy bezprostředně po proměňování, často se také zpívá při hodinkách, zvláště při večerní modlitbě. Při určitých liturgických příležitostech se Axion estin nahrazuje za jiný zpěv, taková náhradní modlitba se pak označuje jako zadostojnik.

## Charakteristika
Axion estin je také označení pro ikonu, která se nachází na svaté hoře Athos, před níž byl dle tradice tento hymnus složen; ikona je od té doby považována za nejvzácnější ikonu svaté hory a za její ochránkyni. Podle legendy se jistý poustevník a jeho host, mnich, který se představil jako Gabriel, modlili všenoční bdění. V rámci této pobožnosti mnich zazpíval starší hymnus "Tebe nad cherubíny ctěnější a nad serafíny bez přirovnání slavnější, bez porušení Boha Slovo porodivší, pravou Bohorodici velebíme.", který složil sv. Kosmas Básník (2. polovina 8. století), který dnes tvoří druhou část modlitby. Gabriel hymnus zopakoval, ale předtím zazpíval i první část: "Jest v pravdě důstojno blahoslaviti tebe, Bohorodici, vždy blahoslavenou a přečistou Matku Boha našeho." V té chvíli ikona začala zářit tajemným světlem. Poustevník Gabriela požádal, aby mu text tohoto hymnu napsal, a ten ho vyryl prstem na střešní tašku, jakoby byla z vosku, a zmizel. Poustevník poznal, že to nebyl obyčejný mnich, ale sám archanděl Gabriel.
Ikona se stala jednou z nejcennějších ikon na Athosu a hymnus se rozšířil po celém východním křesťanství, připomíná se i svátkem, který se slaví 11. června. Legenda klade tento příběh do doby panování patriarchy Mikuláše II. Chrysoberga (984-996).

## Řecký text
Άξιον εστίν ως αληθώς μακαρίζειν σε την Θεοτόκον,

την αειμακάριστον και παναμώμητον και μητέρα του Θεού ημών.

Την τιμιωτέραν των Χερουβείμ και ενδοξοτέραν ασυγκρίτως των Σεραφείμ

την αδιαφθόρως Θεόν Λόγον τεκούσαν, την όντως Θεοτόκον, Σε μεγαλύνομεν.

## Církevněslovanský text
Достойно есть яко воистину блажи́ти Тя, Богородицу,

Присноблаженную и Пренепорочную и Матерь Бога нашего.

Честне́йшую херуви́м и сла́внейшую без сравнения серафи́м,

без истления Бога Слова рождшую, сущую Богородицу, Тя величаем.

## Český pravoslavný text
Jest v pravdě důstojno blahoslaviti tebe, Bohorodici,

vždy blahoslavenou a přečistou Matku Boha našeho.

Tebe nad cherubíny ctěnější a nad serafíny bez přirovnání slavnější,

bez porušení Boha Slovo porodivší, pravou Bohorodici velebíme.

(podle )

## Český řeckokatolický text
Vpravdě je důstojné blahoslavit tě, Bohorodičko,

navěky blažená a neposkvrněná, Matko Boha našeho:

Cti hodnější jsi nad cheruby a neporovnatelně slavnější nad serafy,

bez porušení jsi porodila Slovo: pravá Bohorodičko, velebíme tě."

(podle Božská liturgie našeho svatého otce Jana Zlatoústého, Praha 2007)